# Torneo Internacional de Chile 1962
El Torneo Internacional de Chile 1962, nominado como Cuadrangular de Santiago de Chile 1962, fue la 8.º edición del torneo amistoso de fútbol, de carácter internacional, disputado en Santiago de Chile y se jugó desde el 6 de enero hasta el 13 de enero de 1962, una vez finalizada la temporada 1961 del fútbol chileno.
El cuadrangular, que se desarrolló bajo el sistema de todos contra todos, contó con la participación de Colo-Colo como equipo anfitrión, y de Botafogo de Brasil, de Estrella Roja de Yugoslavia y de Ferencváros de Hungría como equipos invitados. Esta edición fue la primera en la que jugaron equipos de Europa.
Todos los partidos se jugaron en el Estadio Nacional de Chile.
El campeón fue Estrella Roja, que, en forma invicta, se adjudicó su primer título del Torneo Internacional de Chile.

## Datos de los equipos participantes
| Equipo        | Calidad                                                        |
| ------------- | -------------------------------------------------------------- |
| Colo-Colo     | Anfitrión y tercer lugar de la Primera División de Chile 1961  |
| Botafogo      | Invitado y campeón del Campeonato Carioca 1961                 |
| Estrella Roja | Invitado y subcampeón de la Primera Liga de Yugoslavia 1960–61 |
| Ferencváros   | Invitado y cuarto lugar de la Nemzeti Bajnokság I 1960–61      |

## Aspectos generales

### Modalidad
El torneo se jugó en una sola rueda de tres fechas, bajo el sistema de todos contra todos, resultando campeón aquel equipo que acumulase más puntos en la tabla de posiciones.

## Partidos

### Fecha 1
| Torneo Internacional de Chile 1962 1.º fecha; 6 de enero de 1962 | Estrella Roja | 1:0 | Botafogo | Estadio Nacional, Ñuñoa, Santiago (Chile)                        |                                                                  |
|                                                                  | Maravić 65'   |     |          | Asistencia: 20.409 espectadores Árbitro(s): Carlos Robles Robles | Asistencia: 20.409 espectadores Árbitro(s): Carlos Robles Robles |

| Torneo Internacional de Chile 1962 1.º fecha; 6 de enero de 1962 | Colo-Colo                     | 2:1 | Ferencváros | Estadio Nacional, Ñuñoa, Santiago (Chile)                  |                                                            |
|                                                                  | Álvarez 25' · Toro 33' (pen.) |     | Németh 85'  | Asistencia: 20.409 espectadores Árbitro(s): Claudio Vicuña | Asistencia: 20.409 espectadores Árbitro(s): Claudio Vicuña |

### Fecha 2
| Torneo Internacional de Chile 1962 2.º fecha; 10 de enero de 1962 | Botafogo                                    | 4:1 | Ferencváros | Estadio Nacional, Ñuñoa, Santiago (Chile)             |                                                       |
|                                                                   | Amoroso 15', 17' · Amarildo 67' (pen.), 83' |     | Albert 79'  | Asistencia: 18.374 espectadores Árbitro(s): R. Bulnes | Asistencia: 18.374 espectadores Árbitro(s): R. Bulnes |

| Torneo Internacional de Chile 1962 2.º fecha; 10 de enero de 1962 | Colo-Colo | 0:0 | Estrella Roja | Estadio Nacional, Ñuñoa, Santiago (Chile)              |  |
|                                                                   |           |     |               | Asistencia: 18.374 espectadores Árbitro(s): Mario Gasc |  |

### Fecha 3
| Torneo Internacional de Chile 1962 3.º fecha; 13 de enero de 1962 | Estrella Roja                          | 3:2 | Ferencváros                       | Estadio Nacional, Ñuñoa, Santiago (Chile)                      |                                                                |
|                                                                   | Šekularac 4' · Melić 8' · Rubinsky 80' |     | Dalnaki 35' (pen.) · Fenyvesi 69' | Asistencia: 22.000 espectadores Árbitro(s): Lorenzo Cantillana | Asistencia: 22.000 espectadores Árbitro(s): Lorenzo Cantillana |

| Torneo Internacional de Chile 1962 3.º fecha; 13 de enero de 1962 | Colo-Colo                 | 2:3 | Botafogo                                   | Estadio Nacional, Ñuñoa, Santiago (Chile)                  |                                                            |
|                                                                   | Toro 12' · Fuenzalida 77' |     | Amoroso 30' · Amarildo 35' · Garrincha 61' | Asistencia: 22.000 espectadores Árbitro(s): Claudio Vicuña | Asistencia: 22.000 espectadores Árbitro(s): Claudio Vicuña |

## Tabla de posiciones
| Pos | Equipo        | PJ | PG | PE | PP | GF | GC | Dif | Pts |
| --- | ------------- | -- | -- | -- | -- | -- | -- | --- | --- |
| 1   | Estrella Roja | 3  | 2  | 1  | 0  | 4  | 2  | 2   | 5   |
| 2   | Botafogo      | 3  | 2  | 0  | 1  | 7  | 4  | 3   | 4   |
| 3   | Colo-Colo     | 3  | 1  | 1  | 1  | 4  | 4  | 0   | 3   |
| 4   | Ferencváros   | 3  | 0  | 0  | 3  | 4  | 9  | -5  | 0   |

Pos = Posición; PJ = Partidos jugados; PG = Partidos ganados; PE = Partidos empatados; PP = Partidos perdidos; GF = Goles a favor; GC = Goles en contra; Dif = Diferencia de gol; Pts = Puntos
|  | Campeón |

## Campeón
| Yugoslavia               |
| Estrella Roja 1.º título |